# Корабельна збірна будівля

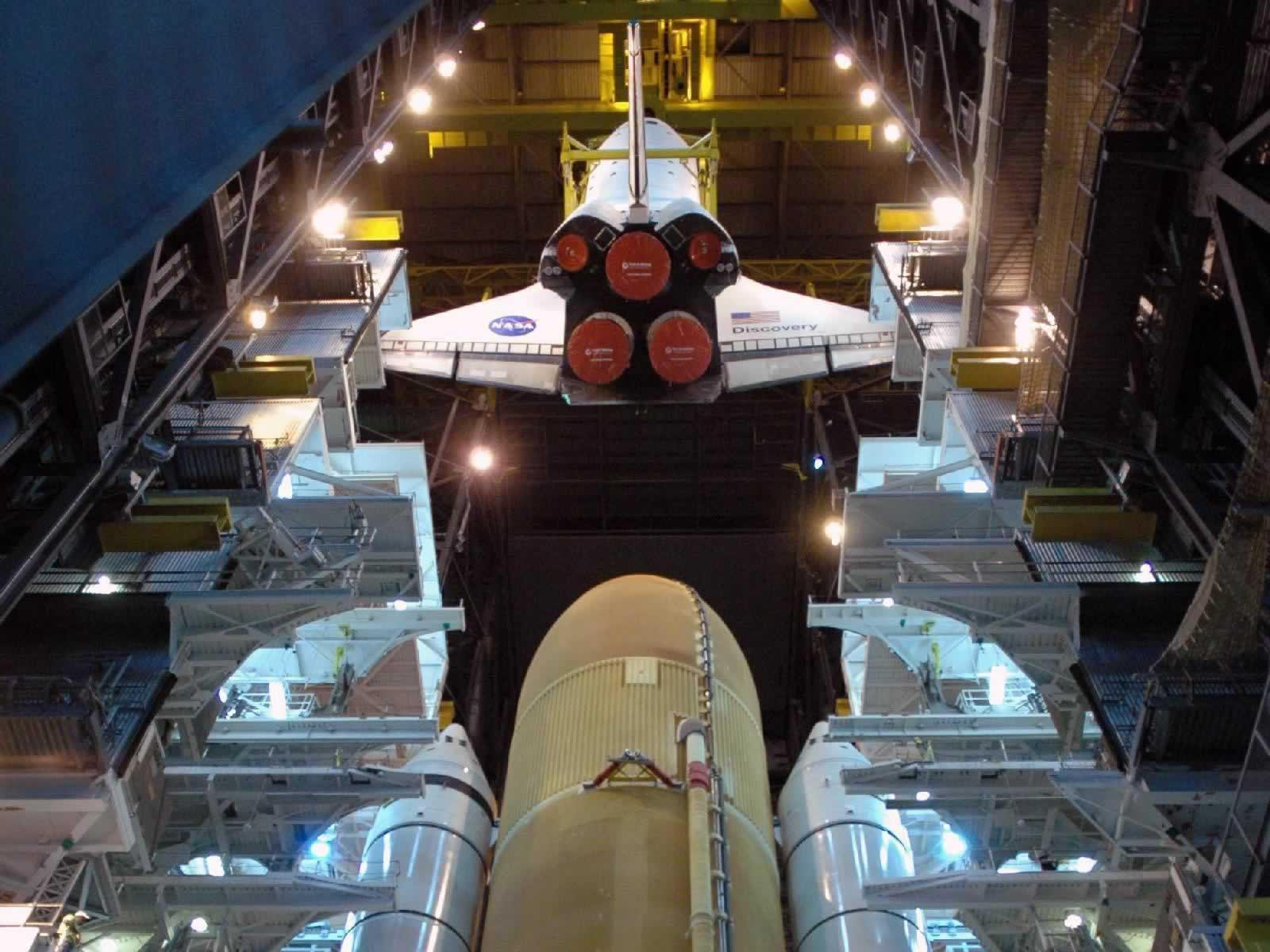
Кран опускає Discovery у напрямку SSET та SSSRB у високій бухті 3 КЗБ для STS-124.

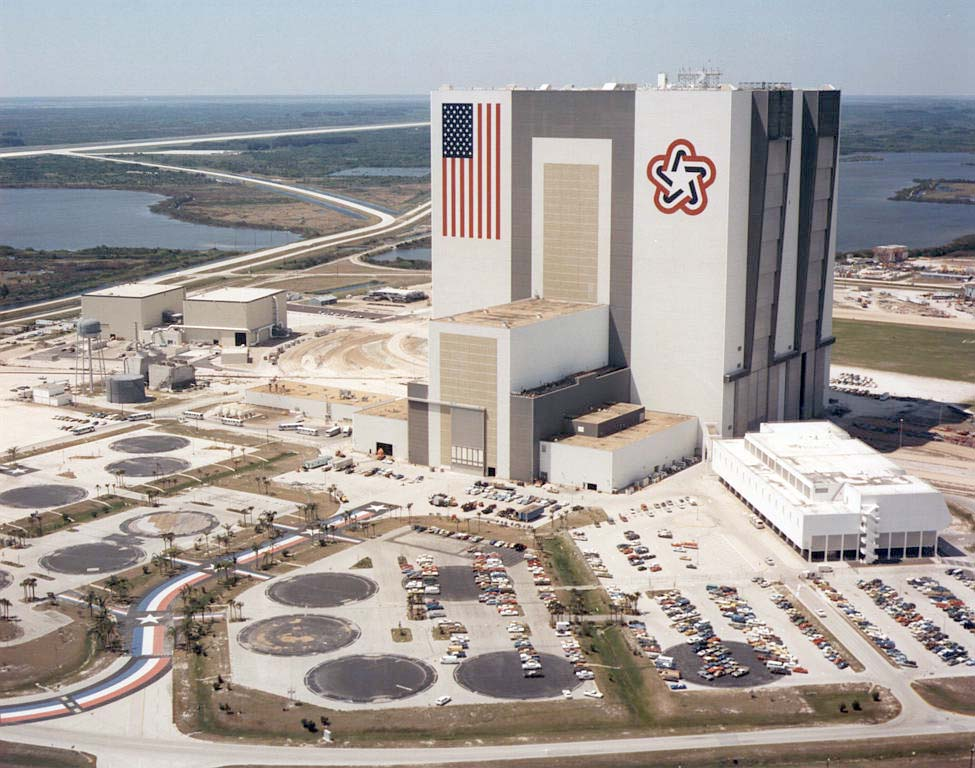
Будівля у 1977 році, напроти прапора — двохсотрічна зірка. Двохсотрічна зірка була намальована знаками НАСА у 1998 році. У лівій верхній частині Спейс-шаттл посадковий об'єкт.

Корабельна збірна будівля (англ. Vehicle Assemble Buiding: VAB) — велика споруда у «Космічному центрі Кеннеді» НАСА (KSC), призначена для складання великих попередньо виготовлених компонентів космічного корабля, наприклад, масивного Сатурна V й Спейс Шаттл; встановлення їх вертикально на мобільний стартовий майданчик та гусеничний транспортер. Тут також буде зібрана майбутня Космічна запускна система (SLS).

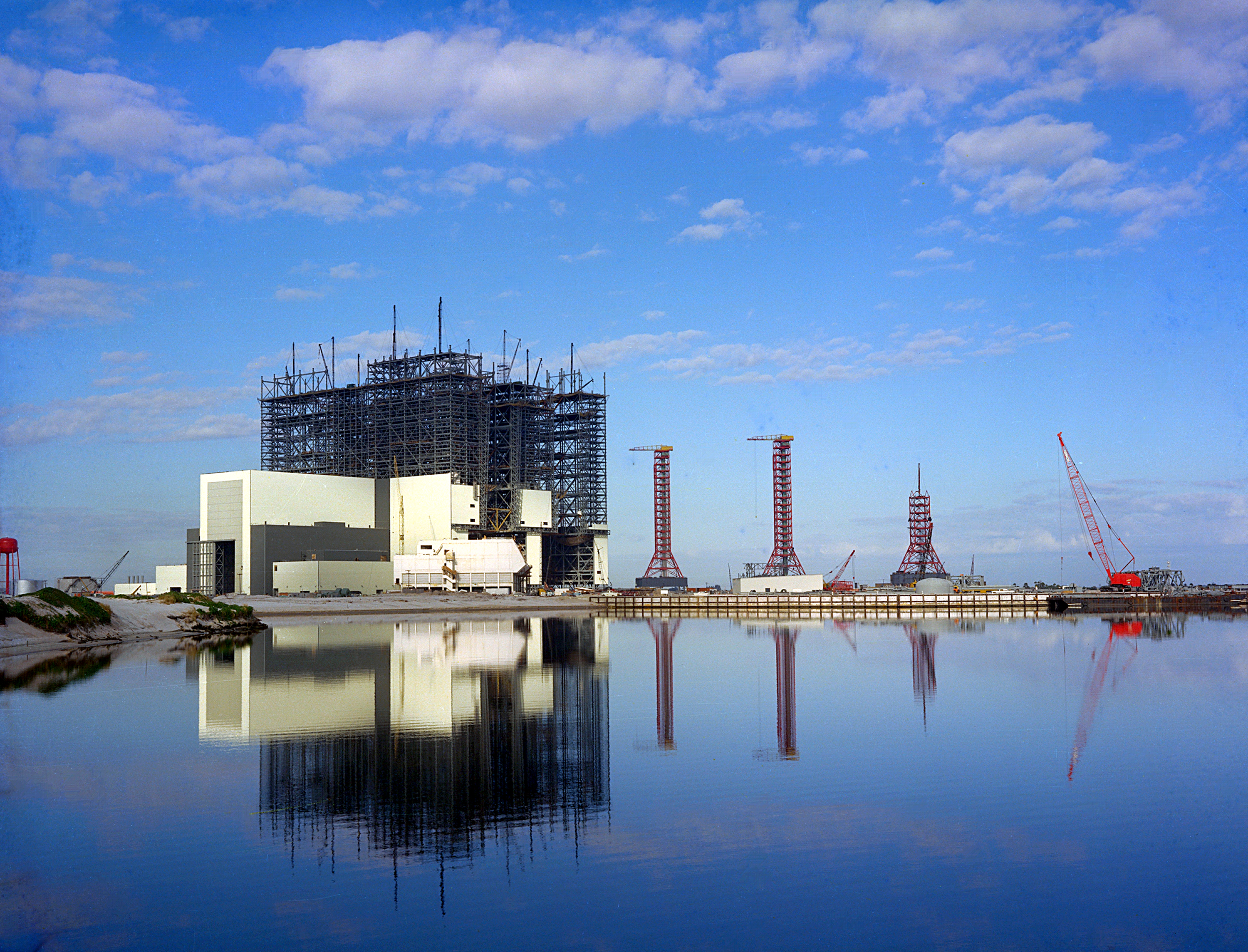
КЗБ під час будівництва (1965) з трьома мобільними пусковими установками для ракети «Сатурн V»

Об'єм у 3,664,883 кубічних метрів — робить її однією з найбільших будівель у світі. Будівля розташована у стартовому комплексі 39, на півдорозі між Джексонвіллем й Маямі, й на схід від Орландо на острові Меррітт на атлантичному узбережжі Флориди. 
КЗБ — найбільша у світі одноповерхова будівля, була найвищою будівлею (160,3 м) у Флориді до 1974 року і досі є найвищою спорудою у США за межами урбанізованого району. 

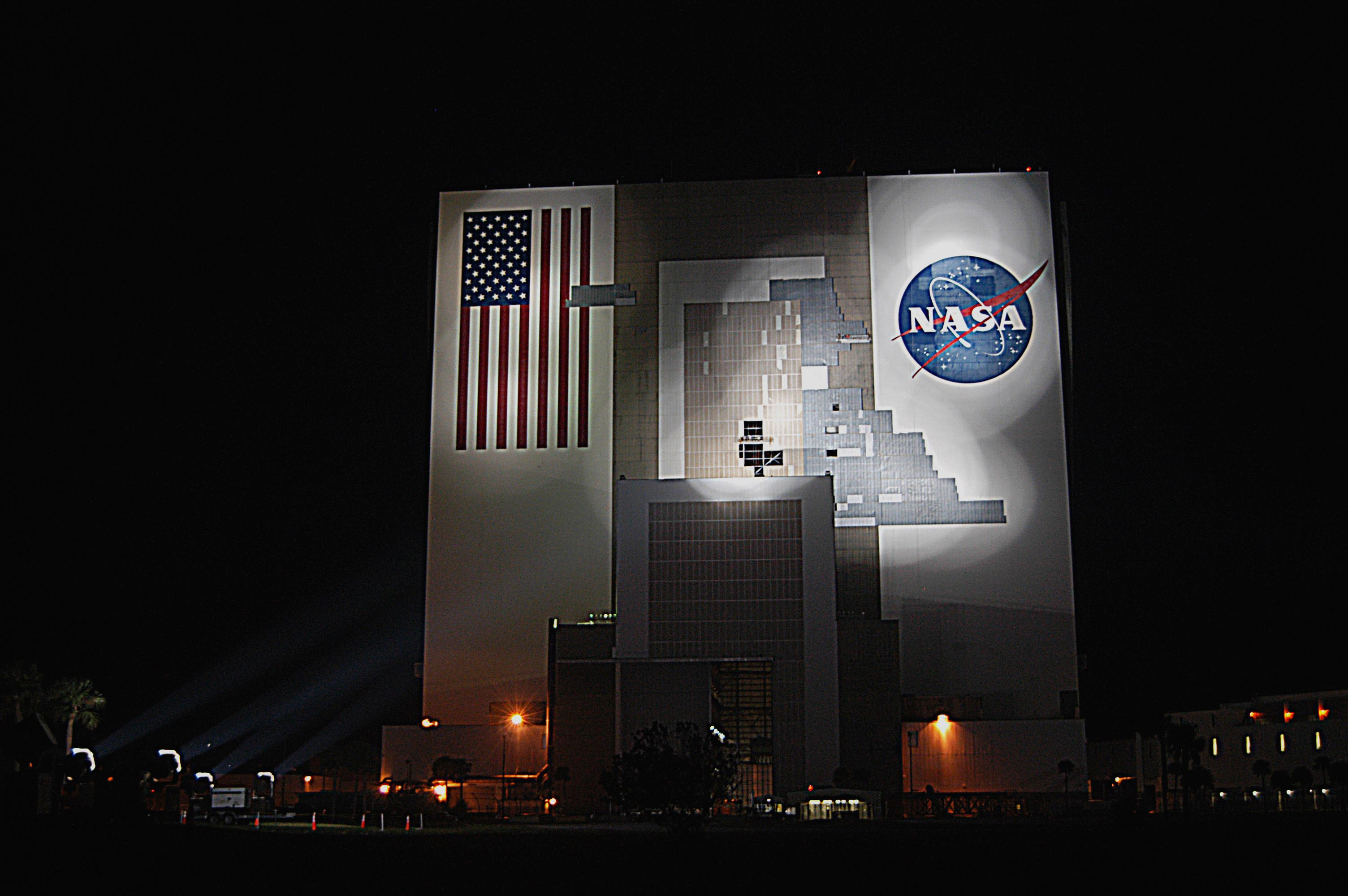
Ремонтні роботи після урагану Френсіс

Вертикальна збірна будівля була завершено у 1966 році, що була початково зведена для вертикальної збірки ракети Сатурн V для програми «Аполлон». Після Сатурна й напередодні початку проєкт «Спейс Шаттл» будівля була перейменована на сьогоднішню назву у 1965 році й використовувалася для зовнішніх резервуарів палива, обладнання для польотів, та з'єднання орбіторів Спейс-шатла до їх твердих ракетних підштовхувачів й зовнішніх паливних баків. Після збирання повний космічний човен переміщався на Мобільній пусковій платформі й Гусеничному транспортері до LC-39 настілу A або B.

## Галерея

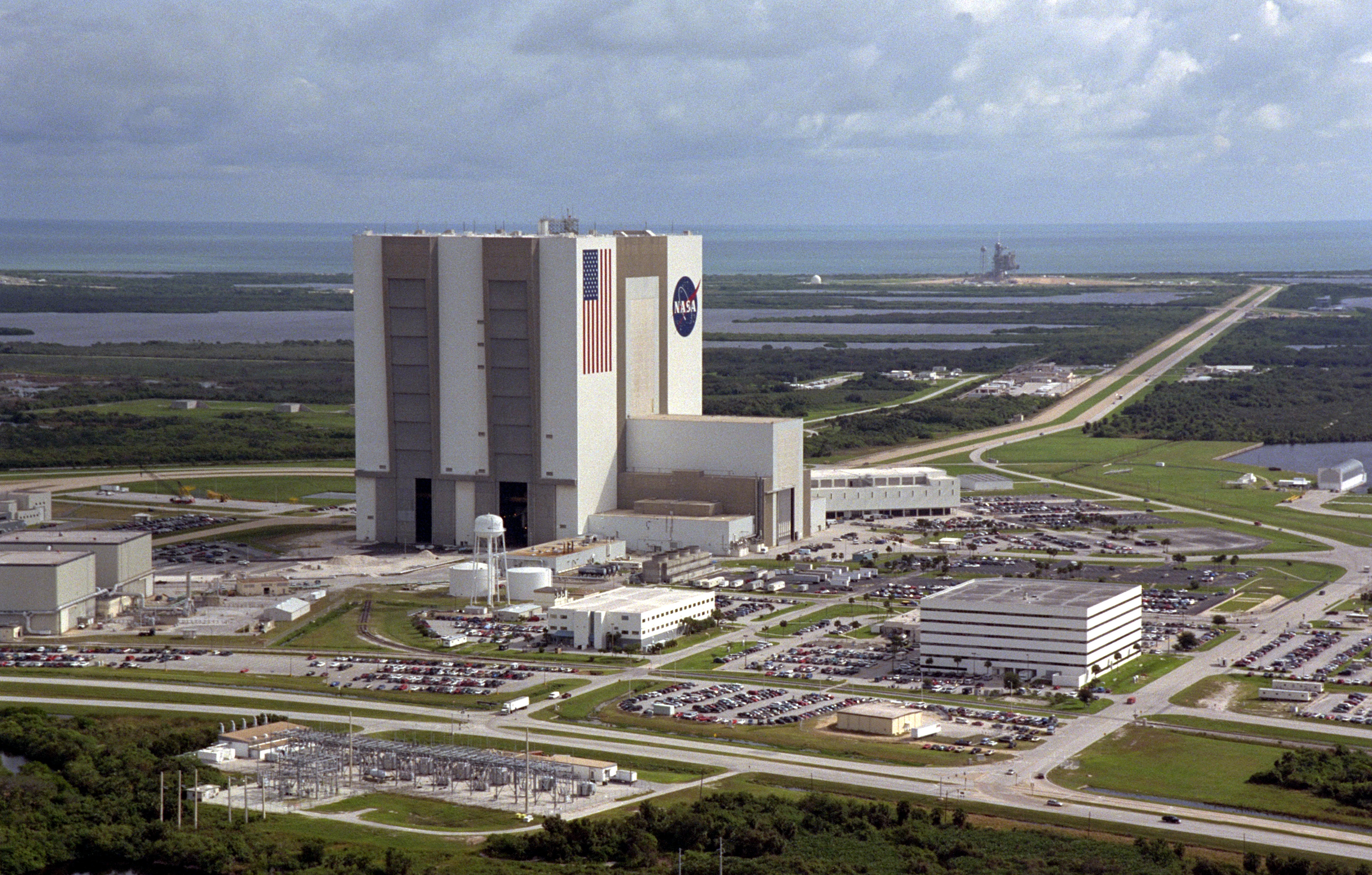
Огляд промислової зони КЗБ та LCC
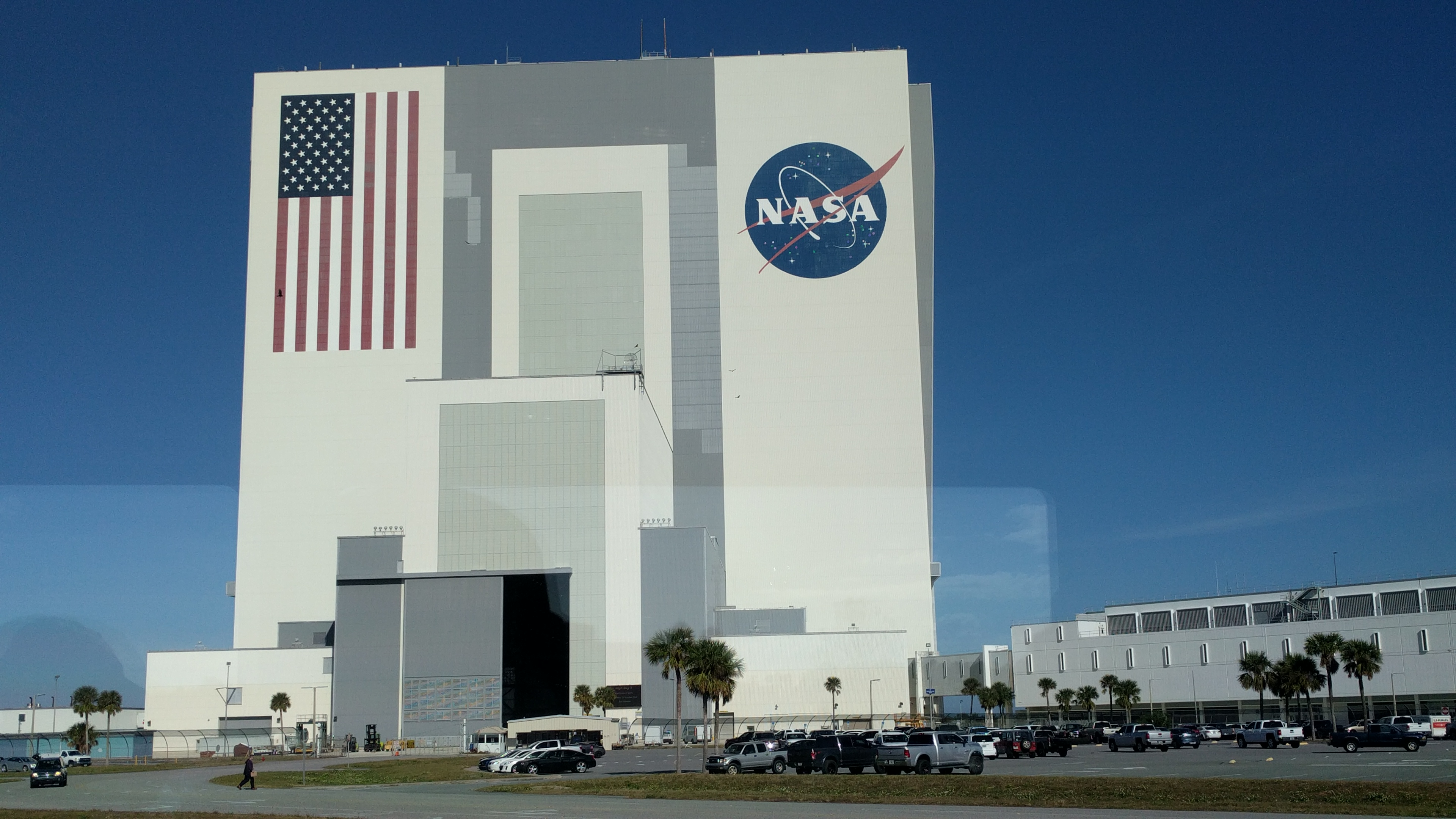
Фото великим планом КЗБ
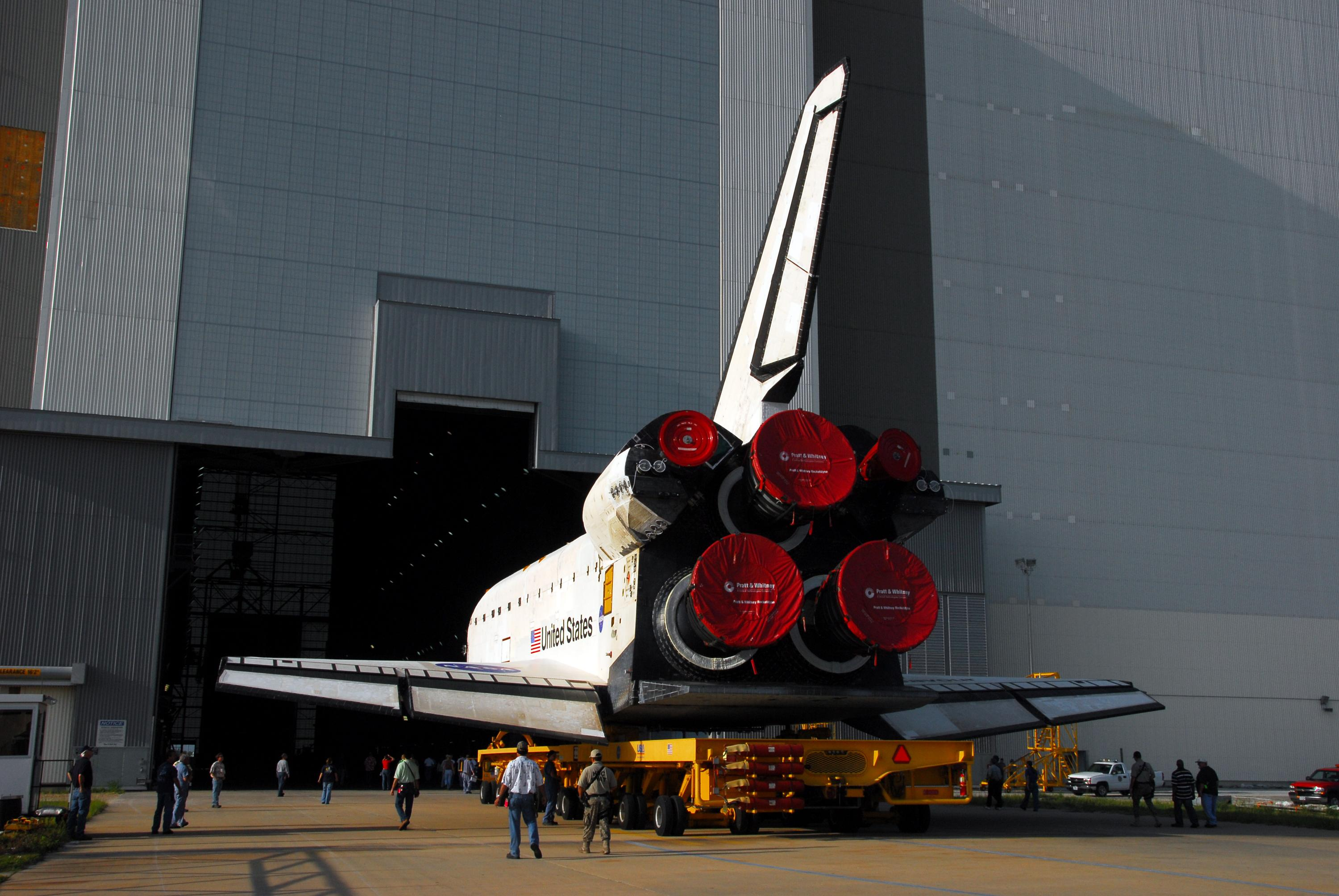
Ендевор на своєму шляху до КЗБ. У верхній частині дверного отвору знаходиться проріз для вертикального стабілізатора
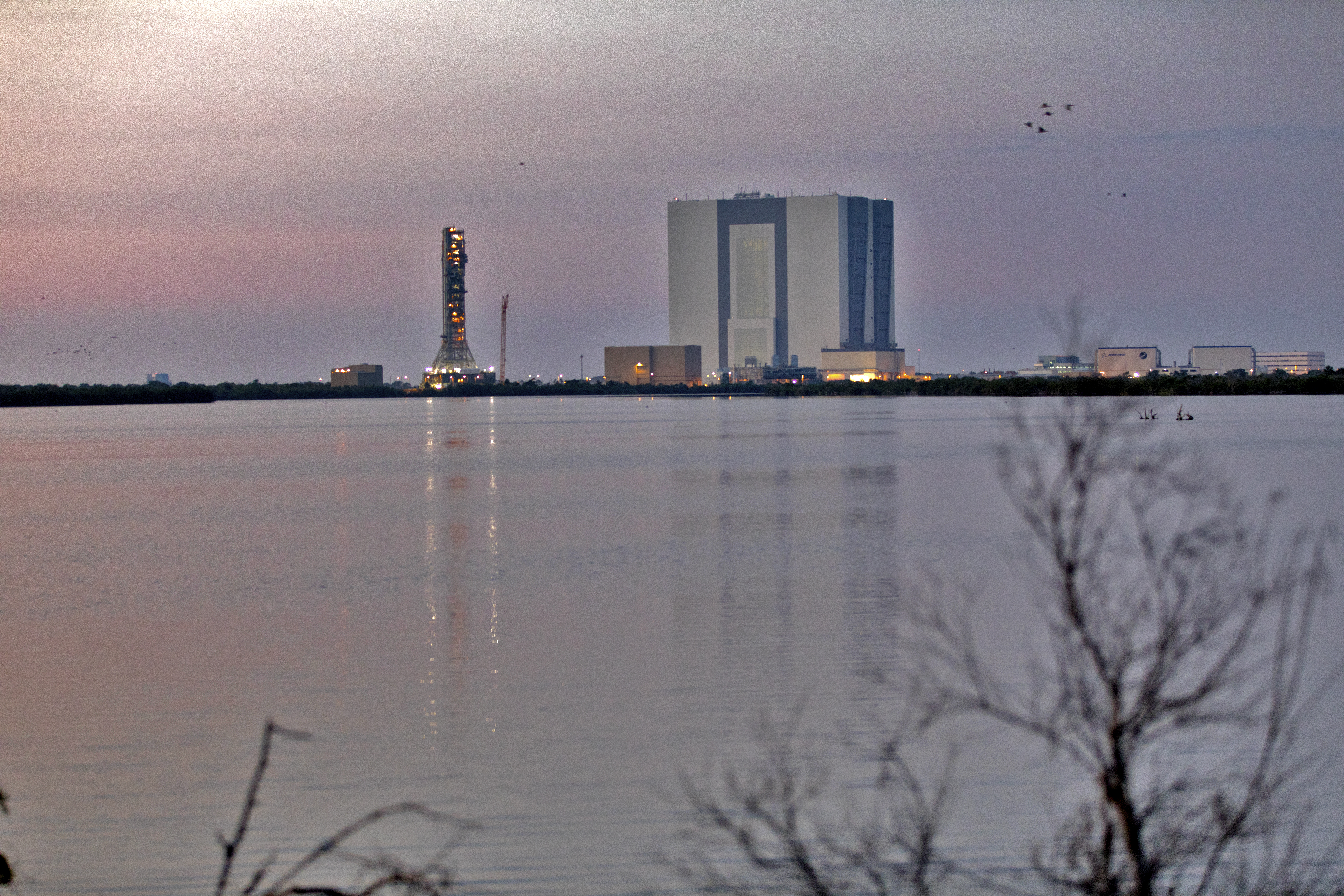
Вид ззаду на відстані 2 милі, протягом раннього вечора. Видно башти для запуску та обробку орбітальних установок SLS.
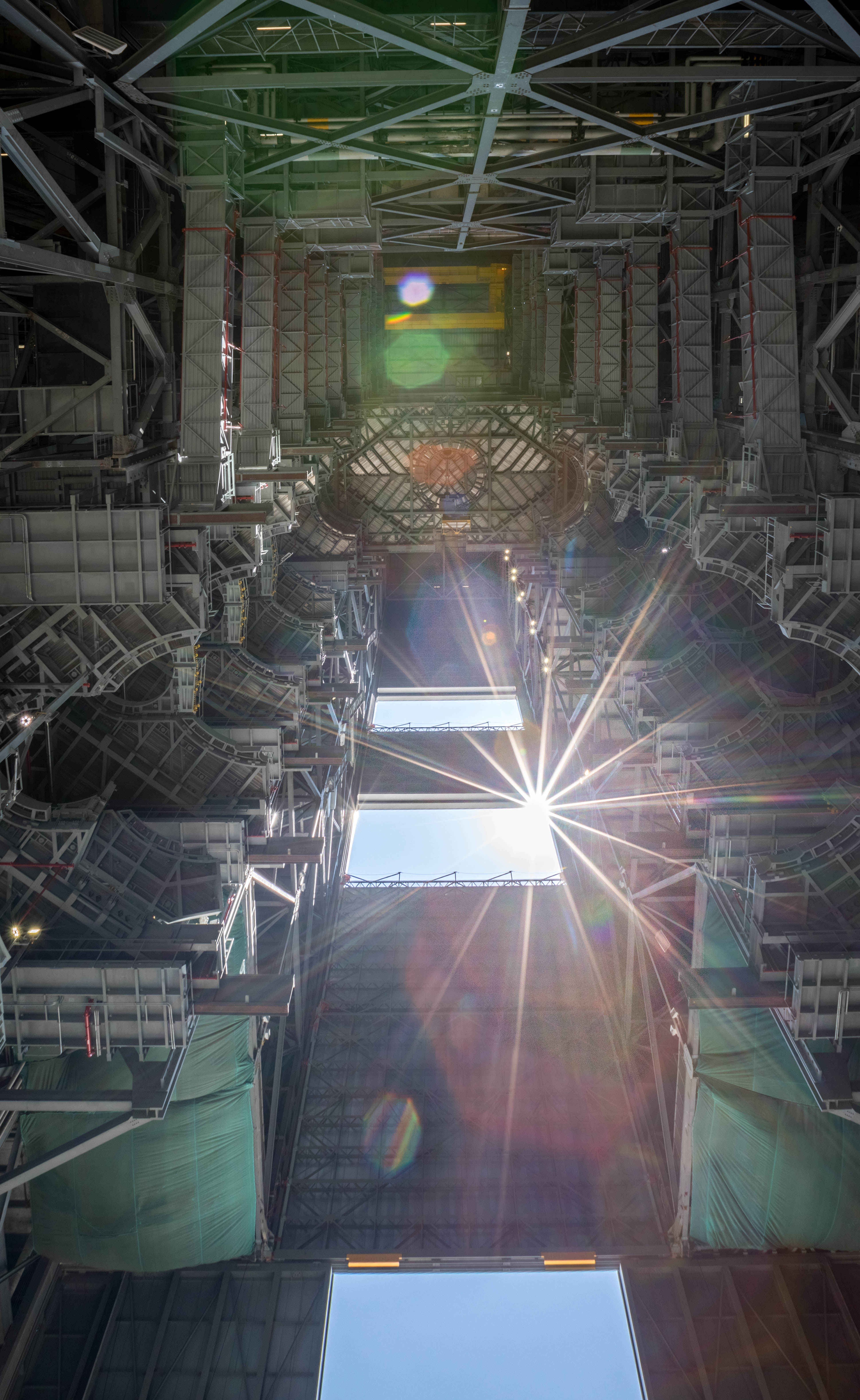
Вид зверху на високу бухту під час ремонту SLS